# Spanje op het Eurovisiesongfestival 2025

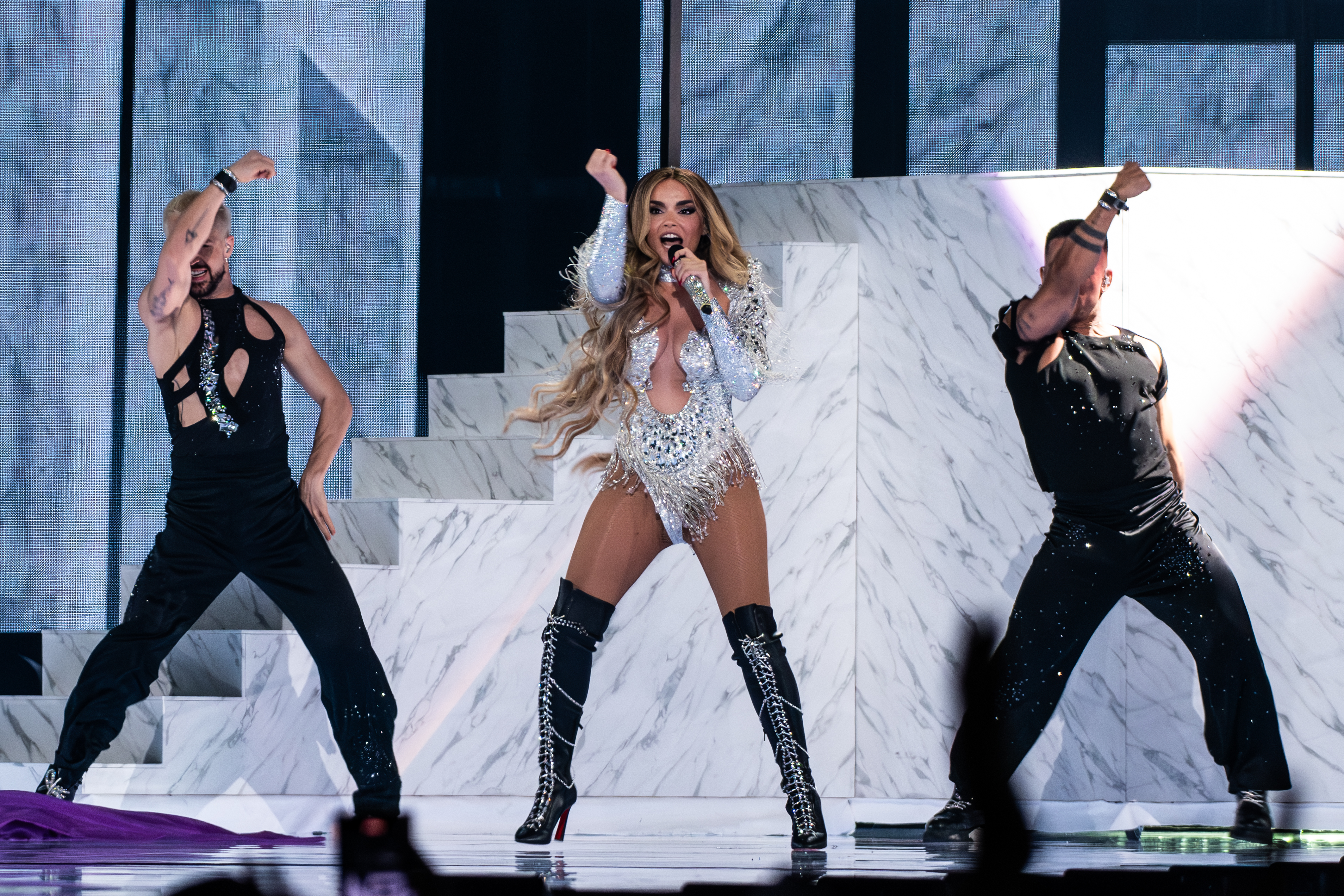
Melody tijdens de eerste halve finale in Bazel.

Spanje neemt voor de 64ste deelname aan het Eurovisiesongfestival in Bazel. De RTVE, La 1 en RNE organiseerden de voorronde die plaatsvindt in Benidorm. 

## Benidorm Fest 2025
De Benidorm Fest 2025 bestaat uit twee halve finales en een finale, waarbij in totaal 16 nummers strijden voor het Songfestivalticket. De kandidaten worden gelijkmatig verdeeld over de halve finales, met acht deelnemers per ronde. In elke halve finale kwalificeren de vier nummers met de meeste stemmen, gebaseerd op een jurybeoordeling (50%) en publieksstemmen (50%), zich voor de finale. Tijdens de finale worden de acht gekwalificeerde nummers opnieuw uitgevoerd, waarbij de winnaar wordt bepaald met hetzelfde stemsysteem. Na kritiek op de hoge kosten van publieksstemmen in 2024 kondigde RTVE aan dat stemmen vanaf 2025 gratis wordt via een mobiele app.
De 16 kandidaten werden geselecteerd uit maar liefst 1000 inzendingen, een stijging in vergelijking met vorig jaar. Op voorhand waren Melody en J Kbello het populairst bij gokkantoren. Op 1 februari 2024 won Melody uiteindelijk de finale met het nummer Esa diva.  
|   | Artiest        | Lied                     | Expert jury | Publiek | Totaal | Plaats |
| - | -------------- | ------------------------ | ----------- | ------- | ------ | ------ |
| 1 | Daniela Blasco | "Uh nana"                | 71          | 70      | 141    | 2      |
| 2 | Kuve           | "Loca xti"               | 52          | 44      | 96     | 6      |
| 3 | Mawot          | "Raggio di sole"         | 18          | 40      | 58     | 8      |
| 4 | Lachispa       | "Hartita de llorar"      | 48          | 50      | 98     | 5      |
| 5 | Mel Ömana      | "I'm a Queen"            | 61          | 56      | 117    | 4      |
| 6 | J Kbello       | "VIP"                    | 74          | 60      | 134    | 3      |
| 7 | Lucas Bun      | "Te escribo en el cielo" | 38          | 32      | 70     | 7      |
| 8 | Melody         | "Esa diva"               | 70          | 80      | 150    | 1      |

## In Bazel
Doordat Spanje deel is van de Big 5 mag het rechtstreeks naar de finale. In de eerste halve finale warmde de zangeres op, en in de grote finale zong ze als 6de act. De zangeres eindigde op de 24ste plaats, met 37 punten. 
1961 · 1962 · 1963 · 1964 · 1965 · 1966 · 1967 · 1968 · 1969 · 1970 · 1971 · 1972 · 1973 · 1974 · 1975 · 1976 · 1977 · 1978 · 1979 · 1980 · 1981 · 1982 · 1983 · 1984 · 1985 · 1986 · 1987 · 1988 · 1989 · 1990 · 1991 · 1992 · 1993 · 1994 · 1995 · 1996 · 1997 · 1998 · 1999 · 2000 · 2001 · 2002 · 2003 · 2004 · 2005 · 2006 · 2007 · 2008 · 2009 · 2010 · 2011 · 2012 · 2013 · 2014 · 2015 · 2016 · 2017 · 2018 · 2019 · 2020 · 2021 · 2022 · 2023 · 2024 · 2025
Albanië · Armenië · Australië · Azerbeidzjan · België · Cyprus · Denemarken · Duitsland · Estland · Finland · Frankrijk · Georgië · Griekenland · Ierland · IJsland · Israël · Italië · Kroatië · Letland · Litouwen · Luxemburg · Malta · Montenegro · Nederland · Noorwegen · Oekraïne · Oostenrijk · Polen · Portugal · San Marino · Servië · Slovenië · Spanje · Tsjechië · Verenigd Koninkrijk · Zweden · Zwitserland